# 36 Doradus
36 Doradus è una stella gigante arancione situata nella costellazione del Dorado, la quinta in ordine di luminosità dopo α, β, γ e δ Doradus. Dista circa 86 anni luce dalla Terra.

## Osservazione
La sua posizione è fortemente australe e ciò comporta che la stella sia osservabile prevalentemente dall'emisfero sud, dove si presenta circumpolare anche da gran parte delle regioni temperate; dall'emisfero nord la sua visibilità è invece limitata alle regioni temperate inferiori e alla fascia tropicale. La sua magnitudine pari a +4,65, fa sì che possa essere scorta solo con un cielo sufficientemente libero dagli effetti dell'inquinamento luminoso.
Il periodo migliore per la sua osservazione nel cielo serale ricade nei mesi compresi fra fine ottobre e aprile; nell'emisfero sud è visibile anche per un periodo maggiore, grazie alla declinazione australe della stella, mentre nell'emisfero nord può essere osservata in particolare durante i mesi dell'inverno boreale. 

## Caratteristiche fisiche
La stella è una gigante arancione di classe spettrale K2 III che possiede una massa 1,3 volte superiore a quella solare, una luminosità pari a 11 volte quella della nostra stella e un raggio circa 7 volte più grande; è una stella molto più vecchia del sole, con un'età stimata in circa 7 miliardi di anni.
La metallicità varia leggermente da fonte a fonte: Anderson (2012) indica un valore di [Fe/H]=0,04, Soubiran (2010) [Fe/H]=0,13: da quest'ultimo studio emerge anche il dato sull'accelerazione di gravità in superficie: 3,30 log g.
Uno studio del 1978 di Kovacs e Foy indica le abbondanze di vari elementi chimici: alluminio, magnesio, cromo, cobalto e cerio risultano essere in quantità molto superiori rispetto al Sole, al contrario zirconio e bario sono molto meno abbondanti. Sembra essere una stella binaria, anche se questa ipotesi non è stata confermata.